# Stade philippin omnisports Rouen
Actualités
Le Stade Philippin Omnisports de Rouen (ou SPO Rouen) est un club omnisports français basé dans la ville de Rouen.

## Historique
Les Philippins est un patronage fondé à Rouen en 1893 par l’abbé Marie Edmond Auvray (1864-1924), un prêtre de l’Oratoire, avec l’autorisation de Mgr Léon Benoît Charles Thomas archevêque de Rouen. L’Oratoire était voué à Saint Philippe Néri, d’où le nom de Philippins donné aux membres du patronage. Dès sa fondation, le patronage comportait, à côté des activités culturelles et spirituelles, des activités sportives. Mais c’est en juin 1899 que l’un de ses membres, Henri Foursin, créa la Société de gymnastique dont le comité d’honneur fut présidé par François Coppée.
Après la fermeture de l’Oratoire en 1894, et le départ de l’abbé Auvray, c’est l’avocat et écrivain Edward Montier qui prit la direction des Philippins de Rouen.
En 1899 naît le SPN gymnastique : cette section regroupe agrès, escrime et boxe française. Grâce à la loi de 1901 est créée l'association SPN. En découleront une section football, athlétisme, et le CSP : le Club Sportif Philippin.
La fin de la Seconde Guerre mondiale voit la création de sections supplémentaires : tennis, tir à l'arc, danse rythmique, tennis de table, handball, basket-ball, dès 1945. En 1952, le Groupement sportif philippin de Rouen est créé de la fusion entre le CSP et le Groupement athlétique de Rouen (GAR).
En 1961, nouvelle fusion entre les philippins de Rouen et la SPES (Société de la préparation à l'Éducation sportive) qui deviennent alors le SPOR : Spes Philippin omnisports de Rouen.

## Sections
- Athlétisme
- Basket-ball : voir SPO Rouen Basket
- Football : voir SPO Rouen (football)
- Tennis de table
- Gymnastique artistique féminine

### Tennis de table
L'équipe fanion masculine évolue dans le Championnat de France de Pro A depuis la saison 2017-2018.
Autrefois connu sous le nom de l'ASPC Rouen, le club a rejoint en 1992 le club omnisports du SPO Rouen. Le club accède en 1996 à la Superdivision mais revient ensuite en Nationale 1, relégué lors de la saison 1996-1997. Il rencontre alors des difficultés financières qu'il met plus de dix ans à régler. Par la suite, il accède en Pro B en 2010, et se maintient à ce niveau depuis. Le club a un effectif de 170 licenciés en 2014. À l'issue de la saison 2014-2015, les Rouenais termine Vice-champion de Pro B et dispute un match de barrage contre l'EP Isséenne, avant-dernière du championnat de Pro A. Les Normands s'imposent 4 à 1 et retrouvent l'élite 19 ans plus tard.

#### Effectif Pro A 2021 - 2022
- Robert Gardos : n°28 mondial
- Adam Szudi : n°115 mondial
- Alexandre Robinot : n°149 mondial
- Adrien Rassenfosse : n°367 mondial

#### Bilan par saison
| Saison    | Champ.                                                                                    | Cl                                                                                        | Pts                                                                                       | J                                                                                         | V                                                                                         | N                                                                                         | D                                                                                         | Pp                                                                                        | Pc                                                                                        | Diff                                                                                      |
| --------- | ----------------------------------------------------------------------------------------- | ----------------------------------------------------------------------------------------- | ----------------------------------------------------------------------------------------- | ----------------------------------------------------------------------------------------- | ----------------------------------------------------------------------------------------- | ----------------------------------------------------------------------------------------- | ----------------------------------------------------------------------------------------- | ----------------------------------------------------------------------------------------- | ----------------------------------------------------------------------------------------- | ----------------------------------------------------------------------------------------- |
| 2022-2023 | Pro A                                                                                     | Finaliste                                                                                 |                                                                                           |                                                                                           |                                                                                           |                                                                                           |                                                                                           |                                                                                           |                                                                                           |                                                                                           |
| 2021-2022 | Pro A                                                                                     | 5e                                                                                        | 39                                                                                        | 18                                                                                        | 10                                                                                        | 0                                                                                         | 8                                                                                         | 39                                                                                        | 32                                                                                        | +7                                                                                        |
| 2020-2021 | Pro A                                                                                     | 3e                                                                                        | 40                                                                                        | 18                                                                                        | 11                                                                                        | 0                                                                                         | 7                                                                                         | 40                                                                                        | 35                                                                                        | +5                                                                                        |
| 2019-2020 | Annulé en raison du coronavirus (Titre non attribué ; pas de promotion, ni de relégation) | Annulé en raison du coronavirus (Titre non attribué ; pas de promotion, ni de relégation) | Annulé en raison du coronavirus (Titre non attribué ; pas de promotion, ni de relégation) | Annulé en raison du coronavirus (Titre non attribué ; pas de promotion, ni de relégation) | Annulé en raison du coronavirus (Titre non attribué ; pas de promotion, ni de relégation) | Annulé en raison du coronavirus (Titre non attribué ; pas de promotion, ni de relégation) | Annulé en raison du coronavirus (Titre non attribué ; pas de promotion, ni de relégation) | Annulé en raison du coronavirus (Titre non attribué ; pas de promotion, ni de relégation) | Annulé en raison du coronavirus (Titre non attribué ; pas de promotion, ni de relégation) | Annulé en raison du coronavirus (Titre non attribué ; pas de promotion, ni de relégation) |
| 2018-2019 | Pro A                                                                                     | 6e                                                                                        | 38                                                                                        | 18                                                                                        | 11                                                                                        | 0                                                                                         | 7                                                                                         | 38                                                                                        | 33                                                                                        | +5                                                                                        |
| 2017-2018 | Pro A                                                                                     | 6e                                                                                        | 37                                                                                        | 18                                                                                        | 11                                                                                        | 0                                                                                         | 7                                                                                         | 37                                                                                        | 32                                                                                        | +5                                                                                        |
| 2016-2017 | Pro B                                                                                     | Champion                                                                                  | 47                                                                                        | 18                                                                                        | 13                                                                                        | 0                                                                                         | 5                                                                                         | 47                                                                                        | 25                                                                                        | +22                                                                                       |
| 2015-2016 | Pro A                                                                                     | 10e                                                                                       | 23                                                                                        | 18                                                                                        | 0                                                                                         | 5                                                                                         | 13                                                                                        | 26                                                                                        | 67                                                                                        | -41                                                                                       |
| 2014-2015 | Pro B                                                                                     | Vice-Champion                                                                             | 40                                                                                        | 16                                                                                        | 11                                                                                        | 2                                                                                         | 3                                                                                         | 52                                                                                        | 31                                                                                        | +21                                                                                       |
| 2013-2014 | Pro B                                                                                     | 4e                                                                                        | 36                                                                                        | 18                                                                                        | 9                                                                                         | 0                                                                                         | 9                                                                                         | 47                                                                                        | 43                                                                                        | +4                                                                                        |
| 2012-2013 | Pro B                                                                                     | 3e                                                                                        | 41                                                                                        | 18                                                                                        | 10                                                                                        | 3                                                                                         | 5                                                                                         | 57                                                                                        | 40                                                                                        | +17                                                                                       |
| 2011-2012 | Pro B                                                                                     | 6e                                                                                        | 34                                                                                        | 18                                                                                        | 5                                                                                         | 6                                                                                         | 7                                                                                         | 47                                                                                        | 52                                                                                        | -5                                                                                        |
| 2010-2011 | Pro B                                                                                     | 4e                                                                                        | 35                                                                                        | 16                                                                                        | 7                                                                                         | 5                                                                                         | 4                                                                                         | 46                                                                                        | 38                                                                                        | +8                                                                                        |

#### Anciens joueurs
- Marko Jevtovic
- Thomas Le Breton
- Julien Novarre
- Éric Varin
- Wei-Dong Shi
- Can Akkuzu
- Jesus Cantero
- Irvin Bertrand
- Enzo Angles
- Emmanuel Lebesson